# 私!買います!
『私!買います!』（わたし!かいます!）は佐倉硯による日本のケータイ小説作品。

## 概要
モバゲータウンの小説大賞でゴマブックス賞を受賞。その後、2007年にゴマブックスにより書籍化され、発売3週間で売り上げが10万部を突破した。また、2009年にゴマ文庫により文庫化された。なお、文庫本には番外編が収録されている。
本作品のテーマは「仕事」、「お金」、「家族」。

## あらすじ
主人公・真織は父の借金を返済する為、小学生の頃からアルバイト生活を送ってきた。真織が高校生になっても借金は完済出来ず、相変わらず、アルバイトをしていた。その中、父からの一言「真織のこと売っちゃった。ごめんねぇ？」 そう、真織は、多額の借金と引き替えにイケメン財閥御曹司緒凛に買われる事になったのだ。
当然、真織も猛反発。いつものように借金取りに追われていた、そんなある日、真織の家に一人の青年が来た。緒凛だった。 「二宮さんが抱えている借金をお返しいたします。」 なんと緒凛は父の作った借金の2倍の額が書き込まれた小切手を提示してきたのだ。そして真織は緒凛と生活を共にする事となった。そして真織は決意する。自分を買い戻す事を。
一方、緒凛と父の間にも契約が交わされていた。真織を買ってから4ヶ月の間に「好き」と言わせなければ、彼女を手に入れることが出来ないのだ。

## 登場人物

### 二宮家
二宮 真織 （にのみや まおり）
神市高等学校に通う、本作の主人公。父親の世話をしている。小学生の頃から牛乳配達や新聞配達などのアルバイトをしており、高校を卒業したら良い会社に就職をしたい一心でバイトの合間等を利用し、勉強している。その為、成績は優秀な方。なお、緒凛の家に同棲してからは黒澤財閥でアルバイトをしていた時期があり、学校には登校していないが（考査等の時期は何度か登校した。）、茅の力添え等あり、なんとか三年生に進級する事が出来た。幼少期に一度、記憶障害を起こしている。
二宮 直弥 （にのみや なおや）
真織の父。日本有数の二宮組組長の長男として生まれるが、嫌気をさし真理との結婚を機に（真織は直弥と真理の間の子供ではない。）、その肩書きを外した。また、直弥は母の失踪を「借金を苦にして逃げた」と真織に言っていた為、真織はそれを信じていた。
二宮 真理 （にのみや まり）／足立 真理 （あだち まり）
真織の母。医療薬研究医の第一人者であり、真織が小さい頃、出資者との考え方の不一致により、完成前の癌治療薬を持ち、家を出て行った。その後、治療薬を狙った者に雇われた殺し屋により殺害された。

### 黒澤家
黒澤 緒凛 （くろさわ おりん）
黒澤家の長男で28歳。黒澤財閥の御曹司であり、真織を買った人物。会社では専務として働いている為、年齢を35歳としている。その為、父も会社では年齢を詐称している。
黒澤 十五  （くろさわ とうご）
黒澤家の次男で真織と茅が通う神市高等学校の教師。完璧な容姿を持ちながら、無表情、無愛想、冷酷で「氷王子」と呼ばれている。真織とは学科が違う為、学校で逢う事は殆ど無い。
黒澤 夢兎 （くろさわ むと）
黒澤家の三男で19歳。
黒澤 茅 （くろさわ ちがや）
黒澤家の四男で真織の同級生で同じクラス。写真部の部長を務めており、学校では母方の姓の高本と名乗っている。そのため真織からは「高本君」と呼ばれている。
黒澤 蝶 （くろさわ あげは）
黒澤家の末っ子。蝶と書いてアゲハと読む。家族からはチョウと呼ばれている。また、真織の事をブスと言うなど、とても口が悪いが、実は真織に恋心を抱いており、後に緒凛と対立する。
黒澤 絃 （くろさわ いと）
緒凛の父。44歳。なお、黒沢財閥は絃の一代で築き上げられた。
黒澤 蘇芳 （くろさわ すおう）／高本 蘇芳 （たかもと すおう）
緒凛の母。年齢は自ら明かしていない。子供は女の子を欲しかった為か真織の事を娘の様に可愛がっている。

### その他
坂上 善一 （さかがみ ぜんいち）
歴史ある坂上財閥のトップ。善一の祖母は総理大臣である。参議院議員も務めているが、真織の監禁等で警察沙汰になり、収賄罪他、多数の罪が発覚し、逮捕された。
椎名 （しいな）
緒凛の第一秘書。また、幼なじみであり、弱みを握っている。プライベートでは呼び捨てで呼びあっている。
他。

## 書籍
ゴマブックスにより発売。
- 私！買います！（上／下　単行本）：2007年12月25日 ISBN 9784777108381／ISBN 9784777108398
- 私！買います！（上／下　文庫本）：2009年3月10日 ISBN 9784777151042／ISBN 9784777151059